# Hylomyscus alleni
Hylomyscus alleni is een knaagdier uit het geslacht Hylomyscus.

## Kenmerken
Het karyotype bedraagt 2n=46, FN=68. De kop-romplengte bedraagt 67 tot 96 (gemiddeld 82) mm, de staartlengte 101 tot 152 (128) mm, de achtervoetlengte 15,1 tot 19,9 (17,8) mm, de oorlengte 10,3 tot 17,3 (14,2) mm en het gewicht 10 tot 30 (19) g.

## Verspreiding
Deze soort komt voor van Guinee tot de Centraal-Afrikaanse Republiek en Congo-Brazzaville, inclusief het eiland Bioko. Samen met Hylomyscus walterverheyeni, die sympatrisch met H. alleni in Centraal-Afrika voorkomt, de meer oostelijk voorkomende Hylomyscus stella en de endemiche Angolese soort Hylomyscus carillus vormt deze soort de H. alleni-groep. De indeling van deze groep is instabiel en slecht bekend; H. walterverheyeni werd bijvoorbeeld pas in 2008 beschreven.